# Лощина

Лощина на теренах Придніпровської височини (Україна, околиці с. Піддубне, Кіровоградська область)

Лощи́ни (нім. Dellen, Hangdellen, рос. лощи́ны, логи, біл. лагчыны) — розлогі лінійно видовжені пониження на поверхнях межирічних рівнин, з пласкими і вузькими днищами та надзвичайно пологими схилами, що без виразних меж (брівок) змінюються суміжними плакорами. Як правило, днища лощин заповнені шлейфами пухких гірських порід, що змиваються до них із сусідніх схилів унаслідок танення снігу чи випадіння дощу (так звані делювіальні відклади). Суцільні потоки води зі схилів плакорів на дні лощин збираються у вузькі струмені і можуть утворювати тимчасові водотоки, то ж лощини є місцями переходу площинного змиву в лінійний розмив (ерозію).

## Утворення лощин
Утворення лощин пов'язане з накопиченням води в природних пониженнях рельєфу, що найчастіше виникає в місцях малоактивних тектонічних рухів блоків літосферних плит. Розлами і подальші просідання чи підняття тектонічних блоків призводять до набуття фундаментом будь-якої території східчастого вигляду. Кожна така сходинка на денній поверхні стає схилом, а, отже, місцем стоку води; будь-яке пониження між суміжними сходинками — місцем її накопичення. Збираючись у струмені, вода промиває крихкі осадові породи і сприяє набуттю земною поверхнею характерного вигляду.

## Ідентифікаційні ознаки лощин
- від'ємна конфігурація у просторі;
- плавна і невиразна зміна основних складових елементів: днищ і схилів; відсутність брівок;
- плавний перехід у суміжні плакори;
- наявність на дні делювіальних відкладів (часто, у формі шлейфів — видовжених залишків грязьових потоків);
- сприятливі умови для заростання рослинністю загалом; наявність більш вологолюбної рослинності у днищах в порівнянні з сумежними схилами;
- легка заболоченість днищ у періоди випадіння опадів чи танення снігу;
- продовженням лощин найчастіше стають класичні флювіальні форми рельєфу: ерозійні борозни, промивини (водориї), яри, балки та ін.;
- найчастіше лощини знаходяться у розораному стані у межах сільськогосподарських угідь.

## Просторові параметри лощин
- глибина — кілька десятків сантиметрів;
- ширина — кілька десятків метрів;
- протяжність — сотні метрів (до кількох кілометрів);
- конфігурація — лінійна або звивиста.

## Просторове поширення лощин

Лощина на теренах Придніпровської височини (Україна, Кіровоградська область)

Лощини широко розповсюджені на рівнинах, що перебувають в умовах достатнього атмосферного зволоження. Виразнішими вони є на рівнинах денудаційних, де кристалічні породи фундаменту близько підступають до денної поверхні, а розлами у них формують складну блокову структуру, що чітко віддзеркалюється в рельєфі.

## Альтернативні означення лощин
- деллі — термін, похідний від німецького слова «Dellen», який використовувався для означення таких форм рельєфу німецькими геоморфологами (H. Schmitthenner та ін.) з 20-30 рр XX століття і вживається для позначення лощин деякими сучасними українськими науковцями (В. Стецюк, І. Ковальчук та ін.);
- улоговини поверхневого стоку — термін, похідний від російського словосполучення «ложбины стока», запропонованого у 40-х роках XX століття геоморфологом Яковом Эдельштейном, як аналог німецькому терміну «Dellen»; зустрічається для позначення лощин в працях деяких сучасних українських науковців (В. Стецюк, І. Ковальчук та ін.).